# Aqua Dome
 (janvier 2015).
Si vous disposez d'ouvrages ou d'articles de référence ou si vous connaissez des sites web de qualité traitant du thème abordé ici, merci de compléter l'article en donnant les références utiles à sa vérifiabilité et en les liant à la section « Notes et références ».
L'Aqua Dome est un hôtel thermal de luxe (4* supérieur) situé à Längenfeld dans la vallée de l'Ötztal en Autriche ouvert depuis octobre 2004 et agrandi en 2012. L'hôtel a une capacité totale de 400 lits.

## Situation
Situé à Längenfeld, l'établissement Aqua Dome hôtel - Tirol Therme Längenfeld se trouve dans les environs de la cascade de Stuibenfall et offre un accès aisé à la pratique des sports d'hiver : ski de descente, ski de fond, etc. La station de ski de Sölden se trouve 15 km. L'église de Niederthai et le village de Oetz se trouvent également à proximité.

## Architecture et composition

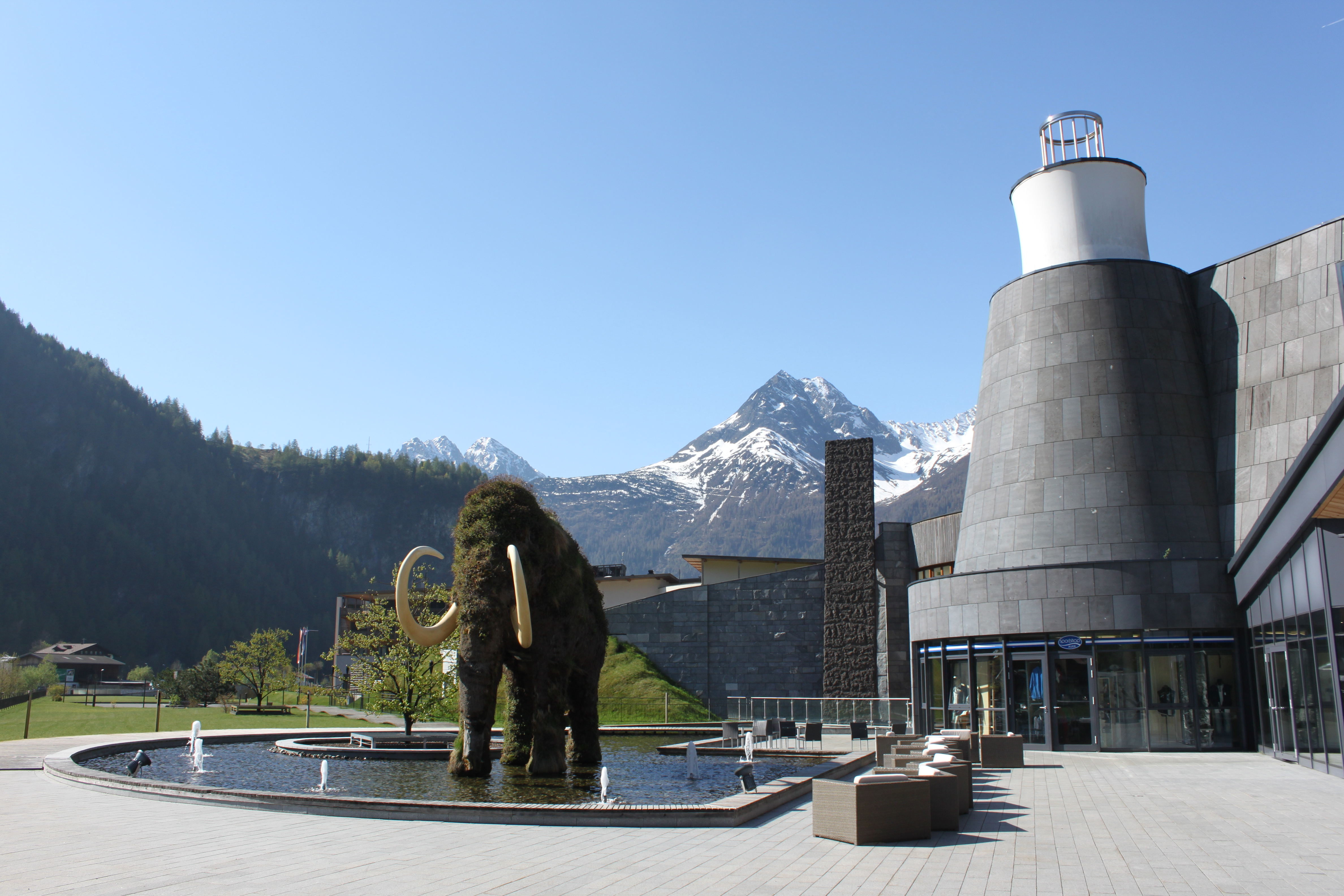
L'entrée de l'Aqua Dome.

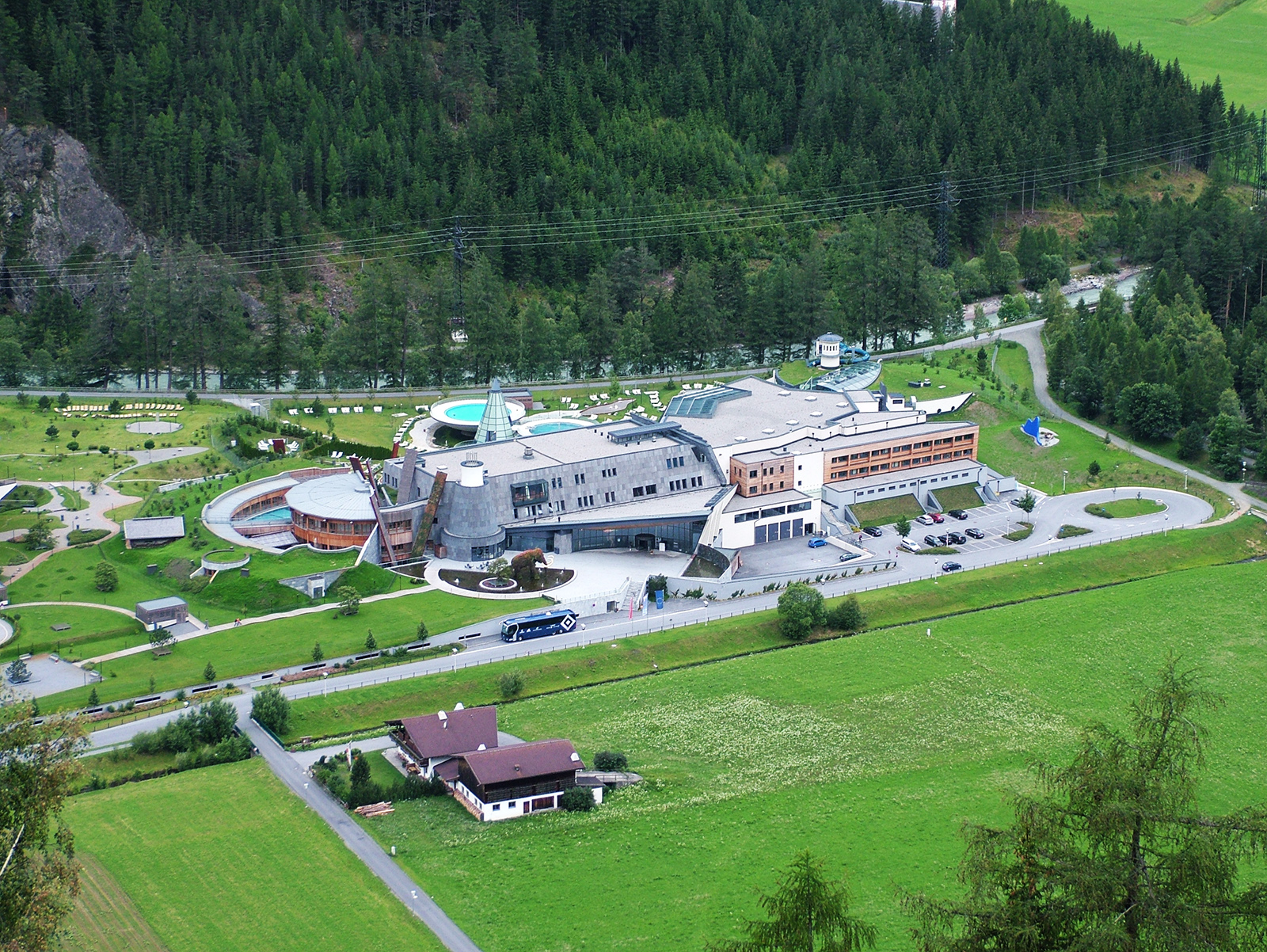
Vue générale de l'Aqua Dome en 2015.

Le bâtiment principal (dôme thermique) a la forme d'un cristal taillé, pour pouvoir y refléter les montagnes environnantes. Le spa extérieur se compose de trois bassins circulaires d'un diamètre de 12 mètres, 14 mètres et 16 mètres. Le premier bassin se compose d'une eau naturelle pure, le deuxième a une eau salée (proche de la salinité de la mer Morte) et le troisième a une eau soufrée. Ce dernier possède également une fontaine pour les massages. Ces trois bassins se tiennent sur des pilotis et sont accessibles via un cône de verre éclairé et chauffé. On trouve aussi à l'extérieur un grand bassin d'eau froide avec des lignes de séparation pour pouvoir s’entraîner pour des compétitions.
À l'intérieur du dôme thermique se trouvent deux grand bassins de 34 °C et 36 °C avec des salles de massage, de relaxation, des salles de sport et de fitness ainsi qu'un espace pour enfants et dédiés aux jeux, comprenant plusieurs bassins profonds pour plonger et un grand toboggan long de 90 mètres qui est animé par divers sons et lumières.
On y trouve au total 12 bassins en intérieur et extérieur, 7 différents saunas ainsi que des spas, bains bouillonnants, jacuzzis et hammams, le tout avec des effets de lumière et de sons sur le thème des quatre éléments (feu, terre, eau, air). Dans son ensemble, le complexe thermal de l'Aqua Dome a une superficie de 22 000 m2. Le complexe comporte un restaurant gastronomique et un bar à l'hôtel, un bistro et un bar dans les thermes, 
L'eau thermale provient des glaciers après avoir été filtrée à travers les différentes couches de roche. Il découle d'une profondeur de 1 865 mètres à une température de 40 °C dans la piscine principale.  .

## Sources thermales et histoire

### Eau thermale
La première source d'eau chaude a été découverte la première fois en 1830 avant d'être étudiée scientifiquement. 
Au XVIe siècle fut créé à Längenfeld un "petit bain" dit Badl.
L’eau thermale jaillit d’une profondeur de 1865 mètres et arrive à la surface avec une température de 40 °C. La source abreuvant le "Badl"  depuis des siècles et tarie depuis 1960 a été redécouverte en 1997 lors de forages géothermiques. Selon les analyses chimiques, l’eau provenant du forage de Längenfeld est officiellement reconnue comme une source d’eau minérale, cette eau sulfureuse se caractérise par une teneur en soufre bivalent de 5 mg S--/l  ainsi que du chlorure de sodium et du sulfate. Trois à quatre litres d’eau chaude pure se déversent chaque seconde à travers un réseau de canalisations long de 100 m et sont ainsi amenés directement dans le spa.

### Histoire
Au XVIe siècle, est mentionnée pour la première fois une source chaude dans le village de Längenfeld dégageant incontestablement une odeur sulfureuse. À cette époque, lorsque le moindre filet d’eau apparaît en surface avec un arrière-goût de terre, de fer ou de soufre il est immédiatement qualifié d'eau thermale. 
En 1897 au terme d’une longue promenade à travers les montagnes, le rédacteur touristique allemand, R. Flab, brûlant d’envie de prendre un "bain", entame la descente vers Längenfeld. Le prétendu petit "bain" s’était alors révélé n’être qu’une simple maison qui sera alors agrandie pour devenir le manoir de Kurbad.
Les temps ont depuis bien changé. Au petit bain et son manoir de Kurbad est venu s’ajouter un véritable établissement thermal, suivi d’un spa ultra moderne construit en 2010 : l’Aqua Dome. Outre les paysans et les personnes malades, sont arrivés petit à petit les touristes, les randonneurs et avec eux l’amour et l’attachement pour l’eau thermale de Längenfeld.

## Importance économique
L'Aqua Dome est la seule exploitation thermale du Tyrol avec environ 200 employés en 2014 et constitue la plus importante source de revenus économiques régionale en tant qu'installation récréative pour l'industrie du tourisme tyrolien. 
La station thermale a été construite par la société Vamed qui est une société spécialisée dans le bien-être et le spa. L'Aqua Dome est l'un des plus importants employeurs du Tyrol.